# Kanton Thiaucourt-Regniéville
Kanton Thiaucourt-Regniéville (fr. Canton de Thiaucourt-Regniéville) byl francouzský kanton v departementu Meurthe-et-Moselle v regionu Lotrinsko. Tvořilo ho 20 obcí. Zrušen byl po reformě kantonů 2014.

## Obce kantonu
- Arnaville
- Bayonville-sur-Mad
- Bouillonville
- Charey
- Dommartin-la-Chaussée
- Essey-et-Maizerais
- Euvezin
- Flirey
- Jaulny
- Limey-Remenauville
- Lironville
- Pannes
- Rembercourt-sur-Mad
- Saint-Baussant
- Seicheprey
- Thiaucourt-Regniéville
- Vandelainville
- Viéville-en-Haye
- Vilcey-sur-Trey
- Xammes